# ラパッロ条約 (1920年)
ラパッロ条約（ラパッロじょうやく、イタリア語: Trattato di Rapallo）、またはラパロ条約（ラパロじょうやく）は、1920年11月12日、イタリア王国とセルビア人・クロアチア人・スロベニア人王国（後のユーゴスラヴィア王国、以下ユーゴスラヴィア）との間でイタリア・ジェノヴァ近郊のラパッロで締結された条約である。
イタリアのジョヴァンニ・ジョリッティ首相とユーゴスラヴィアのミレンコ・ヴェスニッチ首相によって調印。

## 概要
条約によれば、イタリアはイストリアをはじめザーラ/ザダル（Zara/Zadar）とケルソ島（Cherso、現在のツレス島）、ルッシーノ島（Lussino、現在のロシニ島）、ラゴスタ島（Lagosta、現在のラストヴォ島）、ペラゴーザ島（Pelagosa、現在のパラグルジャ島）などの島々を保有し、フィウーメ（現在のリエカ）はフィウーメ自由国になるはずだったが、1924年1月27日に両国がローマ条約で確認した際にはフィウーメはイタリア領とされ、ダルマティアの他の地域やスシャク（Sušak）がユーゴスラヴィア領とされた。
Paul N. Hehnによると、ラパッロ条約により、「イタリア国内に50万人のスラヴ人が残されたが、新生ユーゴスラビア国内には数百人のイタリア人しかいなかった」という。